# Luis Miranda Figueroa
Luis Miranda Figueroa (Santiago de Chile, 20 de diciembre de 1950) es un exfutbolista chileno. Jugaba de delantero y su primer equipo fue Magallanes de Chile.

## Trayectoria
Debutó profesionalmente con Magallanes el año 1971. Posteriormente fue traspasado a Unión Española, donde se convirtió en el goleador del equipo en los torneos de los Campeonatos nacionales de 1975 y 1978. 
En 1979 fue transferido a Colo-Colo. Durante 1982 regresó a Unión Española, para en 1983 firmar por Green Cross - Temuco, en donde vivió sus últimos dos años de carrera.

## Selección nacional
Fue internacional con la Selección de Chile el año 1977, registrando en su estadística 9 partidos jugados, 3 de clase A, sin goles marcados.

### Participaciones en Clasificatorias
| Eliminatorias                | País      | Resultado | Posición   | Partidos |
| ---------------------------- | --------- | --------- | ---------- | -------- |
| Eliminatorias Argentina 1978 | Argentina | Eliminado | 2º Grupo 3 | 1        |

## Clubes
| Club                 | País  | Año       |
| -------------------- | ----- | --------- |
| Magallanes           | Chile | 1971-1973 |
| Unión Española       | Chile | 1974-1978 |
| Colo-Colo            | Chile | 1979-1982 |
| Unión Española       | Chile | 1982      |
| Green Cross - Temuco | Chile | 1983-1984 |

1. ↑  Año 1982 en Colo-Colo, solo torneo Copa Chile.

## Palmarés
| Título           | Club           | País  | Año  |
| ---------------- | -------------- | ----- | ---- |
| Primera División | Unión Española | Chile | 1975 |
| Primera División | Unión Española | Chile | 1977 |
| Primera División | Colo-Colo      | Chile | 1979 |
| Primera División | Colo-Colo      | Chile | 1981 |
| Copa Chile       | Colo-Colo      | Chile | 1981 |